# میزودندرون
میزودندرون (نام علمی: Misodendrum) نام یک سرده از راسته صندل‌سانان است.